# 아리와키촌
아리와키촌(有脇村)은 일본 아이치현 지타군에 설치되었던 촌이다. 현재의 한다시의 일부에 해당한다.